# Voltaire (krater na Deimosie)
Krater Voltaire – krater uderzeniowy znajdujący się na powierzchni Deimosa, księżyca Marsa. Ma średnicę około 1,9 km, a jest położony na współrzędnych 22° szerokości północnej i 3,5° długości zachodniej. 
Decyzją Międzynarodowej Unii Astronomicznej w 1973 roku został nazwany imieniem Voltaire’a, francuskiego pisarza.